# Ichupio
Ichupio är en ort i Mexiko.   Den ligger i kommunen Tzintzuntzan och delstaten Michoacán de Ocampo, i den södra delen av landet, 260 km väster om huvudstaden Mexico City. Ichupio ligger 2 058 meter över havet och antalet invånare är 283. Den ligger vid sjön Lago de Pátzcuaro.
Terrängen runt Ichupio är kuperad. Runt Ichupio är det ganska tätbefolkat, med 134 invånare per kvadratkilometer. Närmaste större samhälle är Pátzcuaro, 13,8 km söder om Ichupio. I omgivningarna runt Ichupio växer huvudsakligen savannskog.